# Odesia elongata
Odesia elongata är en stekelart som först beskrevs av Szepligeti 1914.  Odesia elongata ingår i släktet Odesia och familjen bracksteklar. Inga underarter finns listade i Catalogue of Life.